# Martina Sanollová

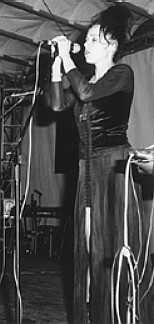
Martina Sanollová

Martina Sanollová (* 13. Juni 1963 in Břeclav) ist eine tschechische Sängerin und Pianistin, Mitglied der Avantgarde Bands Skrol und Zygote. Sie ist auch Texterin und Übersetzerin (sie übersetzte z. B. das Buch „Der Konsument“ des Sängers Michael Gira, des Gründers der Band Swans) und Organisatorin des progressiven Musikgenres. 
Sie arbeitet als Lehrerin für Tschechisch, Deutsch, Englisch und Musik. Neben der Mitgliedschaft in diesen Formationen beteiligt sie sich an Alben der Band Aghiatrias und an Soloalben des Komponisten Vladimír Hirsch, der auch Leiter dieser Formationen ist. Ihre Karriere als Sängerin begann 1994 in der Post-Punk-Band (Der) Marabu.
Für sie typisch ist ihre dramatische und ausdrucksvolle, exaltierte Stimme, Verwendung verschiedener Gesangstechniken und Sound-Effekte. In den 1990er Jahren kreierte sie ihr eigenes Performance-Projekt mit dem Namen Violenta Projecta. 
Zusammen mit dem anderen Mitglied von Aghiatrias, Tom Saivon, wirkt sie seit mehr als einem Jahrzehnt in der Veranstaltungsgesellschaft Ars Morta Universum, die sie mitbegründet hat. Diese organisiert das Pražský industriální festival (Prager Industrielles Festival), welches Konzerten von ausländischen Formationen progressiver Musik und Multimedia gewidmet ist.